# Prins Lucians parkiet
De prins Lucians parkiet (Pyrrhura lucianii) is een vogel uit de familie Psittacidae (papegaaien van Afrika en de Nieuwe Wereld). Deze vogel is genoemd naar de Franse ornitholoog Karel Lucien Bonaparte die een neef was van keizer Napoleon Bonaparte. 

## Verspreiding en leefgebied
Deze soort komt voor in het westelijke Amazonebekken.